# علي حسين حجاج
علي حسين سلمان حجاج (1933-2004) كان أول شخص غير ناطق باللغة الإنجليزية يحصل على درجة الدكتوراه في اللغويات التطبيقية للغة الإنجليزية .  وقد حصل على درجة الدكتوراه من قسم اللغويات واللغة الإنجليزية بجامعة لانكستر بالمملكة المتحدة عام 1979.

## الحياة المبكرة
ولد حجاج في غزة فلسطين عام 1933م، وحصل على الجنسية الكندية عام 1995م، وتوفي في مدينة عمان الأردنية، عندما كان رئيساً لقسم اللغة الإنجليزية في كلية الآداب بجامعة البترا الأردنية.
ساهم حجاج في تدريس اللغة الإنجليزية للمتحدثين الأصليين باللغة الإنجليزية، وكذلك اللغة الإنجليزية كلغة ثانية بالاضافة للغة الإنجليزية كلغة أجنبية.

## التعليم
حصل على درجة البكالوريوس في الأدب الإنجليزي من جامعة القاهرة، مصر في عام 1955.
حصل على درجة الماجستير في اللغويات التطبيقية من جامعة لانكستر بإنجلترا عام 1973. وكان عنوان أطروحته للماجستير "نهج مقترح لمنهج وظيفي لتدريس اللغة الإنجليزية".
حصل على درجة الدكتوراه في اللغويات التطبيقية من جامعة لانكستر عام ١٩٧٩. وكان تخصصه الرئيسي هو الطبيعة الوظيفية للغة. وكان عنوان أطروحته "طبيعة وفهم مصطلح الوظيفة وتطبيقاته في اللغة الإنجليزية لأغراض خاصة ".

## الحياة مهنية
كان كتاب حجاج "الأخطاء في اللغة الإنجليزية بين الناطقين بالعربية" ، والذي شارك في تأليفه مع نايف خرما،  أحد الأعمال الأساسية المذكورة في ورقة لاحقة بعنوان "النطق الإنجليزي للمتحدثين بالعربية: نهج قائم على البيانات لتحديد الأخطاء القطاعية" بقلم رحمان وآخرون. 

## منشورات مختارة
- حجاج، علي (1999). أخطاء الطلاب العرب الكتابية: تجديد القضية. دراسات: العلوم الإنسانية والاجتماعية ، الجامعة الأردنية، 26.2: 621-633.
- علي حجاج ونايف خرما (١٩٨٩) أخطاء اللغة الإنجليزية لدى الناطقين بالعربية: تحليل ومعالجة . لونجمان، لندن. مؤلف مشارك.
- نظريات التعلم : دراسة مقارنة / تحرير جورج ام غازدا : ريموند جى كورسينى ؛ ترجمة علي حسين حجاج[3]
- الأخطاء في اللغة الإنجليزية لدى الناطقين بالعربية: تحليل ومعالجة / نايف خرما، علي حجاج. بيروت: مطبعة يورك: مكتبة لبنان، 1997